# Passion (théâtre)
Pour les articles homonymes, voir passion.

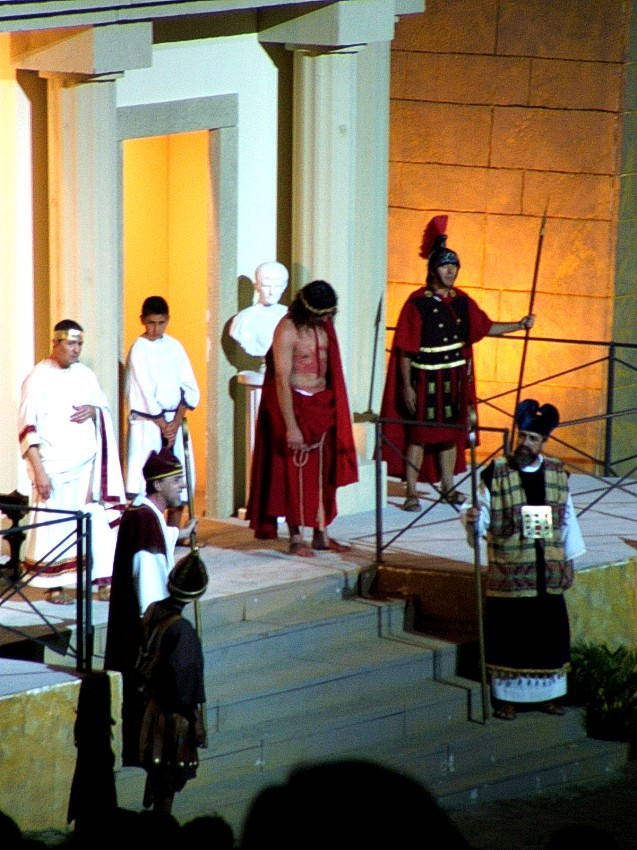
Le procès de Jésus, scène d'une représentation moderne de la Passion du Christ à Sordevolo, village du Piémont (Italie)

Une Passion est un mystère, forme théâtrale qui s’est développée au cours des XIVe et XVe siècles, dont le sujet est la Passion du Christ. Ce genre dramatique médiéval met en scène les souffrances, la mort et la résurrection du Christ.
Les représentations de Passions au XIVe siècle devant le parvis des cathédrales sont à l'origine du théâtre que nous connaissons aujourd’hui (Georges Duby, le Temps des cathédrales).
Une Passion est représentée à Oberammergau en Allemagne, dans le sud de la Bavière, tous les dix ans depuis 1633 (pendant la guerre de Trente Ans), date à laquelle il y eut une peste dans le village. La dernière représentation a eu lieu en 2010.
À Paris, dans le quartier de Ménilmontant, une représentation a lieu chaque année depuis 1932 (c'est la plus vieille pièce de théâtre de Paris [Quoi ?])

## Société européenne des joueurs de Passion
Sous le nom « Europassion », la Société européenne des joueurs de Passion fut créée à Esparrago (Catalogne, Espagne) en 1982.
Depuis, il y a eu des rencontres à Nancy (Meurthe-et-Moselle, France), Loudéac (Côtes-d'Armor, France) et à Ligny (province de Namur, Belgique) en 1995.
L’association a aussi créé une revue, Levate.